# Samisk videregående skole i Karasjok
Samisk vidaregående skola i Karasjok (norska: Samisk videregående skole i Karasjok, nordsamiska: Sami joatkkaskuvla Kárášjogas) är ett statligt samiskt gymnasium i Karasjok i Finnmark fylke i norra Norge.
Skolan grundades 1969 som Karasjok gymnasklasser med samisk, efter det att nioårig skola hade kommit igång i Karasjok 1959. Skolan drevs av staten med nationell rekrytering med mål att dels att ge samiska ungdomar bättre möjlighet till teoretisk gymnasieutbildning, dels att bedriva gymnasieutbildning i vilken också ingick samiska som språk och samiska ämnen.
Ungefär 65 procent av eleverna är samiskspråkiga och använder samiska på skolan och i hemmet.
De bägge samiska videregående skolorna i Karasjok och Kautokeino har gemensam skolstyrelse. De har tillsammans 344 elevplatser, varav 176 i Kautokeino och 168 i Karasjok.
I foajén till Samisk videregående skole i Karasjok finns ett Kristusporträtt av Iver Jåks. Utanför skolan finns den 7,5 meter höga träskulpturen "Runebomme-hammaren", också den av Iver Jåks.